# Иванов, Начо
Начо Иванов Люцканов (болг. Начо Иванов Люцканов; 28 августа 1904, Пет-Могили — 1 июня 1944, Батулия) — болгарский деятель рабочего движения, партизан времён Второй мировой войны.

## Биография
Родился 28 августа 1904 в местечке Пет-Могил. В молодости вступил в Болгарскую рабочую партию. Член ЦК Независимых рабочих профсоюзов с 1927 года, член ЦК РМС, секретарь Софийского общества (1928—1929). После запрета РМС в 1934 году возглавил Центральную синдикатную комиссию при ЦК БКП. С 1936 по 1938 годы член Политбюро ЦК БРП. С 1937 по 1943 годы многократно арестовывался.
В годы Второй мировой войны Иванов участвовал в Движении Сопротивления. После побега из концлагеря в 1943 году перешёл на нелегальное положение и установил связь с партизанами. Служил в Трынском партизанском отряде, с весны 1944 года служил во 2-й Софийской народно-освободительной бригаде. 23 мая 1943 в сражении при Батулии был тяжело ранен. В очередном сражении близ того же местечка 1 июня 1944 года погиб.